# Hydatocapnia marginata
Hydatocapnia marginata là một loài bướm đêm trong họ Geometridae.